# Geolog

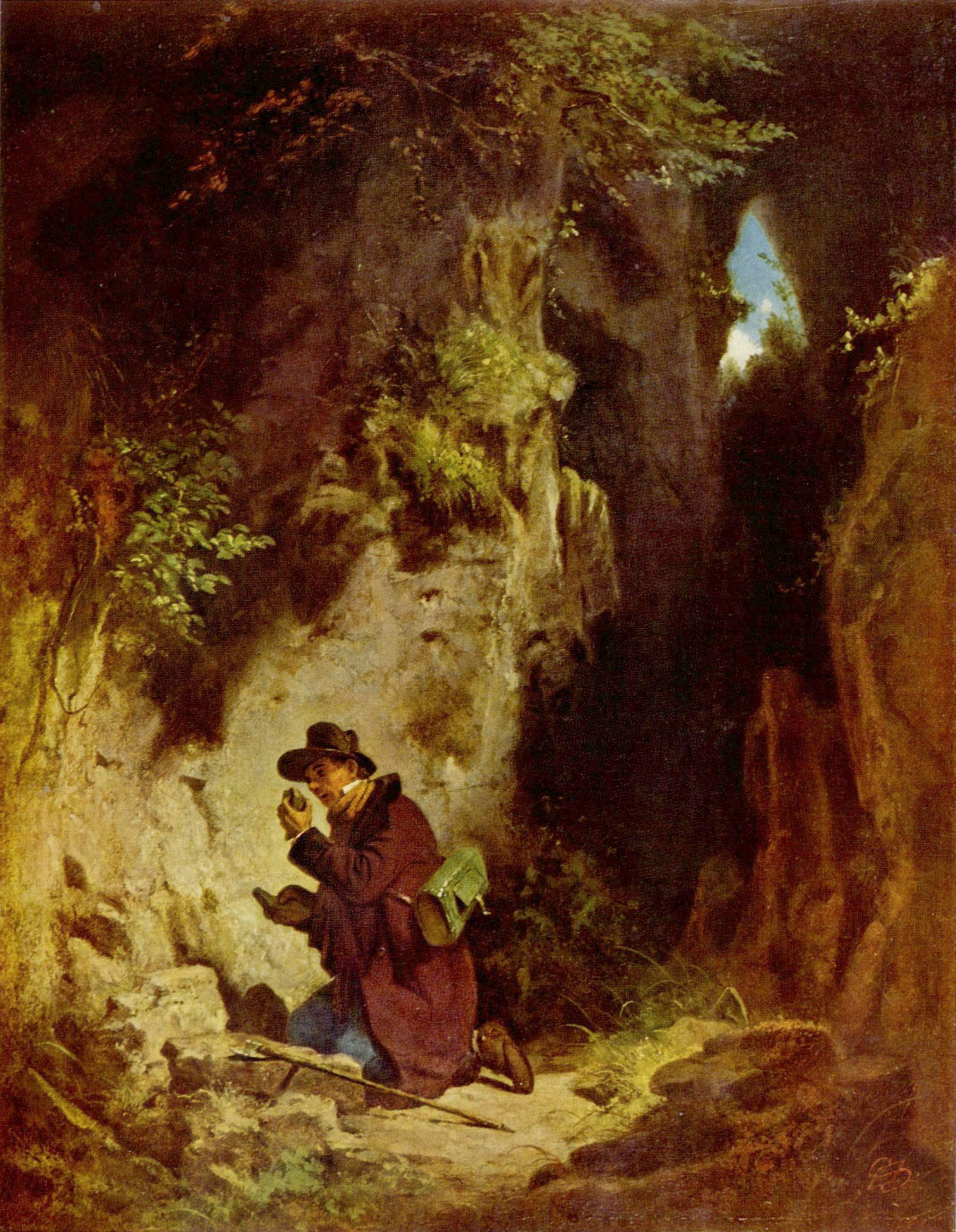
Geologen av Carl Spitzweg.

Geolog är titeln för en person som utövar geologi som yrke eller hobby. Bland många uppgifter kan i yrket ingå berggrundskartering och prospektering. Geolog är ingen skyddad titel i Sverige, men för att arbeta som geolog krävs ofta en akademisk examen.
Ordet "geolog" är belagt i svenskan sedan 1818.

## Några berömda geologer
- Nicolaus Steno – Stenos Lagar
- Charles Darwin – känd för naturligt urval och evolution, förklarade även atollers ursprung
- Louis Agassiz – argumenterade effektivt för existensen av en kvartär istid
- Eduard Suess – teoriserade i mångt och mycket korrekt om kontinentaldrift, bergskedjebildning och paleogeografi
- Pentti Eskola – lade grunden till idén om metamorfa facies
- Hans Cloos – pionjär inom analog modellering av förkastningar
- Arthur Holmes – genomförde första någorlunda exakta radiometriska dateringen av en bergart
- Norman L. Bowen – förklarade krystalliseringsordningen i magma
- John Tuzo Wilson – upphovsman till Wilsoncykeln
- Albert Streckeisen – ledde arbetet som skapade den moderna nomenklaturen för magmatiska bergarter
- Cesare Emiliani

## Framstående svenska geologer
- Anders Tidström
- Oskar Kulling
- Gerard De Geer
- Axel Erdmann (geolog)